# Georg Hann
Georg Hann (30 de gener de 1897 - 9 de desembre de 1950), fou un baix-baríton austríac, particularment associat amb el repertori còmic alemany (singspiel).
Nascut a Viena, hi va estudiar a l'Acadèmia de Música amb Theodor Lierhammer. Va entrar l'Òpera Estatal de Múnic el 1927, i es quedar en aquest teatre fins a la seva mort. També va aparèixer regularment a l'Òpera de l'Estat de Viena i al Salzburg Festival, i de seguida es va establir com un gran buffo, notablement en papers com Leporello, Falstaff, Kecal, Ochs, La Roche (funció que va crear el 1942), etc.
Va fer aparicions com a convidat al Staatsoper Unter den Linden, La Monnaie de Brussel·les, lÒpera de París, la Royal Opera House de Londres, La Scala de Milà i al Gran Teatre del Liceu de Barcelona.
Hann va morir a Múnic als 53 anys.

## Enregistraments (selecció)
- Luisa Miller - Maria Cebotari, Hans Hopf, Helena Rott, Josef Herrmann, Georg Hann, Kurt Böhme - Dresden State Opera Chorus and Orchestra, Karl Elmendorf - Cantus Classic (1944)
- Faust - Helge Rosvaenge, Margarete Teschemacher, Georg Hann, Hans-Hermann Nissen, Carla Spletter - Stuttgart Radio Chorus and Orchestra, Joseph Keilberth - Cantus Classic (1937)